# Список послов СССР и России в Мьянме
В статье представлен список послов СССР и России в Мьянме (до 1989 года — Бирме).
- 18 февраля 1948 года — установлены дипломатические отношения на уровне посольств.

## Список послов
| Срок полномочий                    | Посол                            | Годы жизни | Вручение верительных грамот |
| ---------------------------------- | -------------------------------- | ---------- | --------------------------- |
| СССР                               |                                  |            |                             |
| 4 октября 1950 — 23 мая 1952       | Александр Иванович Савельев      | 1901—1987  | 21 мая 1951                 |
| 23 мая 1952 — 19 сентября 1953     | Пётр Парфёнович Власов           | 1904—1953  | 14 июля 1952                |
| 15 июня 1954 — 9 июня 1959         | Алексей Дмитриевич Щиборин       | 1912—1988  | 24 сентября 1954            |
| 9 июня 1959 — 1 марта 1966         | Андрей Мефодьевич Ледовский      | 1914—2007  | 18 августа 1959             |
| 1 марта 1966 — 11 ноября 1968      | Алексей Алексеевич Родионов      | 1922—2013  | 21 мая 1966                 |
| 28 января 1969 — 28 мая 1971       | Николай Иванович Смирнов         | 1918—1989  | 10 марта 1969               |
| 28 мая 1971 — 1 января 1977        | Алексей Иванович Елизаветин      | 1915—2001  | 2 июля 1971                 |
| 1 января 1977 — 11 августа 1980    | Сергей Сергеевич Грузинов        | 1920—1983  | 3 февраля 1977              |
| 11 августа 1980 — 1 июля 1985      | Владимир Николаевич Кузнецов     | 1916—2000  | 30 сентября 1980            |
| 1 июля 1985 — 22 августа 1990      | Сергей Павлович Павлов           | 1929—1993  |                             |
| 14 сентября 1990 — 25 декабря 1991 | Вадим Иванович Шабалин           | 1931—      |                             |
| Российская Федерация               |                                  |            |                             |
| 25 декабря 1991 — 22 апреля 1992   | Вадим Иванович Шабалин           | 1931—      |                             |
| 1 сентября 1992 — 14 июня 1997     | Валерий Вартанович Назаров       | 1941—2022  |                             |
| 14 июня 1997 — 19 ноября 2001      | Глеб Александрович Ивашенцов     | 1945—      |                             |
| 19 ноября 2001 — 25 сентября 2006  | Олег Викторович Кабанов          | 1954—      |                             |
| 25 сентября 2006 — 16 октября 2012 | Михаил Михайлович Мгеладзе       | 1948—      |                             |
| 16 октября 2012 — 1 июля 2016      | Василий Борисович Поспелов       | 1957—      |                             |
| 1 июля 2016 — 23 июня 2023         | Николай Александрович Листопадов | 1956—      | 10 октября 2016             |
| 23 июня 2023 — настоящее время     | Искандер Кубарович Азизов        | 1956—      | 25 октября 2023             |